# 8. Jagddivision
Die 8. Jagddivision war ein Verband der Luftwaffe der Wehrmacht im Zweiten Weltkrieg.

## Geschichte
Die 8. Jagddivision wurde am 15. Juni 1944 in Wien-Kobenzl aus der umbenannten Dienststelle des Jagdfliegerführers Ostmark, unter dem I. Jagdkorps gebildet. Diese führte Jagdfliegerverbände im ostmärkischen und ungarischen Raum und war verantwortlich für die Aufklärung und Abwehr feindlicher Einflüge in diesem Raum.
Die Division unterstand bis Januar 1945 dem I. Jagdkorps der Luftflotte Reich. Anschließend war sie bis April 1945 dem IX. (J) Fliegerkorps der Luftflotte Reich zugeteilt, bevor sie zum Luftwaffenkommando 4 wechselte.

## Personen

### Divisionskommandeur
| Dienstgrad | Name              | Datum                         |
| ---------- | ----------------- | ----------------------------- |
| Oberst     | Gotthard Handrick | 15. Juni 1944 bis 8. Mai 1945 |

### Erster Generalstabsoffizier
| Dienstgrad | Name                 | Datum                           |
| ---------- | -------------------- | ------------------------------- |
| Major      | Hans-Hermann Schroth | 22. August 1944 bis 8. Mai 1945 |

## Unterstellung
| Unterstellung        | von           | bis         |
| -------------------- | ------------- | ----------- |
| I. Jagdkorps         | 15. Juni 1944 | Januar 1945 |
| IX. (J) Fliegerkorps | Januar 1945   | April 1945  |
| Luftwaffenkommando 4 | April 1945    | Mai 1945    |

## Unterstellte Verbände
| 29. November 1944                                        |                                                         |
| -------------------------------------------------------- | ------------------------------------------------------- |
| 29. November 1944                                        | III./Nachtjagdgeschwader 6; II./Nachtjagdgeschwader 101 |
| 15. Februar 1945                                         |                                                         |
| II./Nachtjagdgeschwader 100; II./Nachtjagdgeschwader 101 |                                                         |